# Shiri Appleby
Shiri Freda Appleby  (7 de dezembro de 1978) é uma atriz e diretora norte-americana. Ela é mais conhecida por seus papéis principais como Liz Parker na série dramática de ficção científica da The WB/UPN, Roswell (1999–2002) e Rachel Goldberg na série dramática do Lifetime/ Hulu, UnREAL (2015–2018).

## Biografia
Shiri Freda Appleby nasceu em 7 de Dezembro de 1978 em Los Angeles, Califórnia. Ela e seu irmão Evan se criaram em São Fernando, a noroeste de Los Angeles, seu pai Jerry é executivo e sua mãe, Dina, é professora. Quando criança levou uma mordida de cachorro acima do olho, o que lhe deu uma cicatriz que dura até hoje, por causa da mordida, desenvolveu um medo de cães de teve de ser tratada com psiquiatras, após o tratamento, adotou a cadelinha Tabby. Shiri estudou na universidade de Calabassas em 1997, onde se formou em literatura.

## Carreira
Shiri começou a sua carreira aos 4 anos anunciando produtos como M&M. Teve aparições diversas na TV em 1980-2000, em séries como Thirtysomething (1987), Doogie Howser, M.D (1989), Xena: Warrior Princess (1998). Para a série Roswell tentou 2 papés (Isabell e Maria) antes de ser chamada para representar Liz Parker. Shiri esteve presente no músical "Its my life" de Bon Jovi's.  Apareceu num outro musical, "I Don't Want To Be", de Gavin DeGraw. Até 2006 Shiri podia ser vista no Drama Six Degrees como a jovem Anya. Desde 2007 namora o ator Zach Braff.

## Filmografia

### Televisão
| Ano        | Série                            | Papel                      | Episódios                                           |
| ---------- | -------------------------------- | -------------------------- | --------------------------------------------------- |
| 1985       | Santa Barbara                    | Garotinha                  | Episódio #1.359                                     |
| 1986       | Mystery Magical Special          | Ela mesma                  | Especial de Halloween                               |
| 1987       | Thirtysomething                  | Little Hope                | "The Parents Are Coming, the Parents Are Coming"    |
| 1988       | The Bronx Zoo                    | Nicole                     | "Truancy Blues" & "Behind Closed Doors"             |
| 1988       | Freddy's Nightmares              | Marsha (aos 10 anos)       | "Freddy's Tricks and Treats"                        |
| 1988       | Dear John                        | Garota                     | "Hello/Goodbye"                                     |
| 1989       | Knight & Daye                    | Amy Escobar                |                                                     |
| 1989       | Who's the Boss?                  | Criança n.º 1              | "To Tony, with Love"                                |
| 1990       | Knots Landing                    | Mary Frances (aos 10 anos) | "My Firstborn" & "My Bullet"                        |
| 1991       | Sunday Dinner                    | Rachel                     | "Whose House Is It Anyway?"                         |
| 1993       | Doogie Howser, M.D.              | Molly Harris               | "Love Makes the World Go 'Round... or Is It Money?" |
| 1993       | Raven                            | Jess (não-creditada)       | "The Guardians of the Night"                        |
| 1993       | Against the Grain                | Claire                     | Piloto                                              |
| 1994       | ER                               | Ms. Murphy                 | "Piloto: 24 Hours"                                  |
| 1997       | Baywatch                         | Jennie                     | "Hot Water"                                         |
| 1997       | 7th Heaven                       | Karen                      | "Girls Just Want to Have Fun"                       |
| 1997       | City Guys                        | Cindy                      | "Bye Mom"                                           |
| 1998       | Xena: Warrior Princess           | Tara                       | "Forgiven" & "A Tale of Two Muses"                  |
| 1999       | Beverly Hills, 90210             | Rene                       | "Local Hero"                                        |
| 1999       | Movie Stars                      | Lori                       | Piloto (cenas deletedas)                            |
| 1999- 2002 | Roswell                          | Liz Parker                 | Todos os 61 episódios                               |
| 2000       | Batman Beyond                    | Cynthia                    | "Terry's Friend Dates a Robot"                      |
| 2000       | The Amanda Show                  | Nerd                       | Episódios #2.16 & #2.18                             |
| 2003       | Project Greenlight 2.ª temporada | Ela própria                | (The Battle of Shaker Heights)                      |
| 2006- 2007 | Six Degrees                      | Anya                       | 6 episódios                                         |
| 2008       | Welcome to The Captain           | Heather                    | "The Wrecking Crew"                                 |
| 2008       | Fear Itself                      | Tracy                      | "Community"                                         |
| 2008       | To Love and Die                  | Hildy Young                | Piloto, transformado em filme para a TV             |
| 2008       | ER                               | Dr. Daria Wade             | 15ª temporada                                       |
| 2009       | Light Years                      | Cate Campbell              | Piloto                                              |
| 2009       | Unstable                         | Megan Walker               |                                                     |
| 2010       | Life Unexpected                  | Cate Cassidy               |                                                     |
| 2015-2018  | Unreal                           | Rachel Goldberg            | Principal                                           |

### Filme
| Ano  | Filme                                 | Papel                       | Notas               |
| ---- | ------------------------------------- | --------------------------- | ------------------- |
| 1987 | Blood Vows: The Story of a Mafia Wife |                             | Filme para a TV     |
| 1987 | The Killing Time                      | Annie Winslow               |                     |
| 1988 | Curse II: The Bite                    | Grace                       |                     |
| 1988 | Go Toward the Light                   | Jessica                     | TV movie            |
| 1990 | I Love You to Death                   | Millie                      | Garota no parque    |
| 1992 | Perfect Family                        | Steff                       | Filme para a TV     |
| 1993 | Family Prayers                        | Nina                        | ou A Family Divided |
| 1999 | Deal of a Lifetime                    | Laurie Petler               |                     |
| 1999 | The Other Sister                      | Garota da amostra grátis    |                     |
| 1999 | The Thirteenth Floor                  | Bridget Manilla             |                     |
| 2000 | A Time for Dancing                    | Samantha 'Sam' Russell      |                     |
| 2002 | Swimfan                               | Amy Miller                  |                     |
| 2003 | The Skin Horse                        | Carla                       |                     |
| 2003 | The Battle of Shaker Heights          | Sarah                       |                     |
| 2004 | Undertow                              | Violet                      |                     |
| 2004 | Darklight                             | Lilith / Elle               | Filme para a TV     |
| 2005 | 1/4life                               | Debra                       | Filme para a TV     |
| 2005 | When Do We Eat?                       | Nikki Stuckman              |                     |
| 2005 | Everything You Want                   | Abby Morrison               | Filme para a TV     |
| 2005 | Havoc                                 | Amanda                      |                     |
| 2005 | Pizza My Heart                        | Gina Prestolani             | Filme para a TV     |
| 2006 | I-See-You.Com                         | Randi Sommers               |                     |
| 2006 | I'm Reed Fish                         | Jill Cavanaugh              |                     |
| 2006 | Thrill of the Kill                    | Kelly Holden                | Filme para a TV     |
| 2006 | Carjacking                            | Cary                        | Curta-metragem      |
| 2007 | The Killing Floor                     | Rebecca Fay                 |                     |
| 2007 | What Love Is                          | Debbie                      |                     |
| 2007 | Charlie Wilson's War                  | Charlie's Angels - Jailbait |                     |
| 2012 | White Trash Christmas Carol           |                             |                     |